# Svartuddslandet
Svartuddslandet is een plaats in de gemeente Oxelösund in het landschap Södermanland en de provincie Södermanlands län in Zweden. De plaats heeft 58 inwoners (2005) en een oppervlakte van 27 hectare.